# Clariola pulchra
Clariola pulchra är en tvåvingeart som beskrevs av Kertesz 1901. Clariola pulchra ingår i släktet Clariola och familjen rovflugor. Inga underarter finns listade i Catalogue of Life.